# Verzorgingsplaats Vossedal
Verzorgingsplaats Vossedal is een Nederlandse verzorgingsplaats langs de A2 Amsterdam-Maastricht tussen afritten 49 en 50, nabij Maastricht Aachen Airport en Beek.
De verzorgingsplaats is geopend sinds 1968 en biedt naast een tankstation en parkeerplaatsen een picknickweide, waar men een weids uitzicht heeft over de Maasvallei, het droogdal Siekendaal en de Heuvel bij Catsop.
Verzorgingsplaats Vossedal staat bekend als startpunt voor straatraces. Vanuit hier moet zo snel mogelijk een kort parcours worden afgelegd, dat uiteindelijk achter de verzorgingsplaats eindigt. De politie heeft meerdere malen opgetreden en houdt regelmatig controles.
Richting Eijsden:
Haarrijn · 
IJsselstein · 
Bisde · 
De Lucht West · 
Velder · 
't Haasje · 
Roevenpeel · 
Ellerbrug · 
Het Anker · 
Vossedal · 
Knuvelkes
Richting Amsterdam:
Patiel · 
Meerssen · 
Kruisberg · 
Swentibold · 
Bosserhof ·
Meiberg · 
Groote Bleek · 
Ooiendonk · 
De Lucht Oost · 
Lingehorst · 
Jutphaas · 
Ruwiel